# Platysenta circulorum
Platysenta circulorum är en fjärilsart som beskrevs av Emilio Berio 1973. Platysenta circulorum ingår i släktet Platysenta och familjen nattflyn. Inga underarter finns listade i Catalogue of Life.